# Velika (Plav)
Pour les articles homonymes, voir Velika.
Velika (en serbe cyrillique : Велика) est un village du nord-est du Monténégro, dans la municipalité de Plav.

## Démographie

### Évolution historique de la population
| 1948  | 1953  | 1961  | 1971  | 1981 | 1991 | 2003 |
| ----- | ----- | ----- | ----- | ---- | ---- | ---- |
| 1 352 | 1 368 | 1 249 | 1 059 | 717  | 505  | 417  |